# Liste der Biografien/Verc
Liste der Biografien |
Portal Biografien |
Personensuche
# |
A |
B |
C |
D |
E |
F |
G |
H |
I |
J |
K |
L |
M |
N |
O |
P |
Q |
R |
S |
T |
U |
V |
W |
X |
Y |
Z |
?
 
Va |
Vd |
Ve |
Vh |
Vi |
Vj |
Vl |
Vn |
Vo |
Vr |
Vs |
Vt |
Vu |
Vy
 
Vea |
Veb |
Vec |
Ved |
Vee |
Veg |
Veh |
Vei |
Vej |
Vek |
Vel |
Vem |
Ven |
Veo |
Veq |
Ver |
Ves |
Vet |
Veu |
Vev |
Vex |
Vey |
Vez
 
Vera |
Verb |
Verc |
Verd |
Vere |
Verf |
Verg |
Verh |
Veri |
Verj |
Verk |
Verl |
Verm |
Vern |
Vero |
Verp |
Verq |
Verr |
Vers |
Vert |
Veru |
Verv |
Verw |
Very |
Verz
Die Liste der Biografien führt alle Personen auf, die in der deutschsprachigen Wikipedia einen Artikel haben. Dieses ist eine Teilliste mit 32 Einträgen von Personen, deren Namen mit den Buchstaben „Verc“ beginnt.

## Verc

### Verca
- Vercamer, Grischa (* 1974), deutscher Mittelalterhistoriker und Hochschullehrer
- Vercammen, Ben (* 1988), belgischer Eishockeyspieler
- Vercammen, Joep (* 1991), belgischer Eishockeyspieler
- Vercammen, Joris (* 1952), altkatholischer Erzbischof von Utrecht
- Vercauteren, Etienne (1935–2009), belgischer Radrennfahrer
- Vercauteren, Franky (* 1956), belgischer Fußballspieler und -trainer

### Verce
- Vercel, Roger (1894–1957), französischer Schriftsteller und Literaturwissenschaftler
- Vercellana, Rosa (1833–1885), zweite Gemahlin des italienischen Königs Viktor Emanuel II.
- Vercellino, Mario (1879–1961), italienischer General
- Vercellius Flavus, Marcus, römischer Ritter (Kaiserzeit)
- Vercesi, Ines (1916–1997), italienische Turnerin
- Vercetti, Tommy (* 1981), Schweizer Mundart-Rapper

### Verch
- Verch, Kurt (1893–1985), deutscher Plastiker und Grafiker
- Verchau, Ekkhard (1927–2016), deutscher Historiker
- Vercher, Javier (* 1978), spanischer Jazzmusiker (Saxophon, Komposition)
- Vercher, Mattéo (* 2001), französischer RadrennfahrerMattéo Vercher (* 2001)

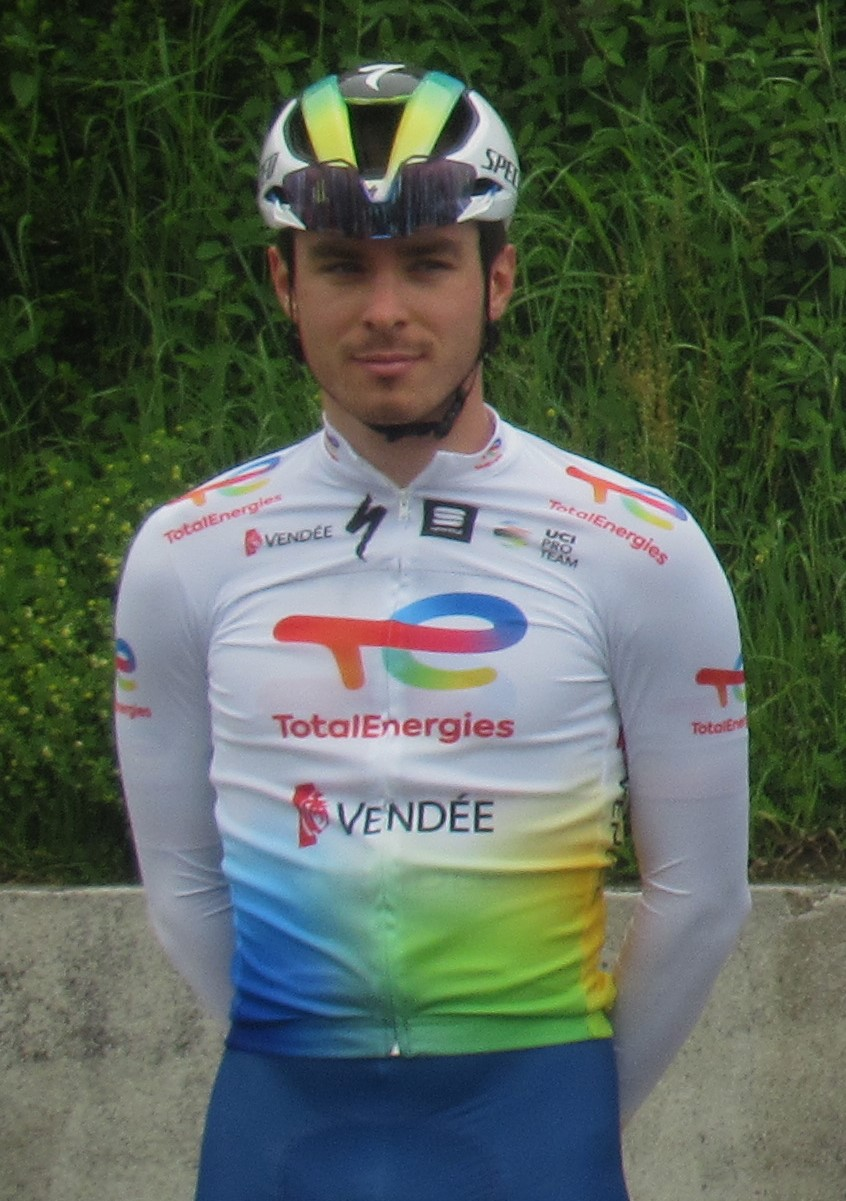
Mattéo Vercher (* 2001)

- Verchère de Reffye, Jean-Baptiste (1821–1880), französischer Konstrukteur von Geschützen
- Verchere, Graham (* 2002), kanadischer Schauspieler
- Verchère, Patrice (* 1973), französischer Politiker
- Vercheval, Frédéric (* 1968), belgischer Komponist
- Verchota, Phil (* 1956), US-amerikanischer Eishockeyspieler
- Verchuren, André (1920–2013), französischer Akkordeonspieler

### Verci
- Vercingetorix († 46 v. Chr.), Fürst der gallisch-keltischen ArvernerVercingetorix († 46 v. Chr.)

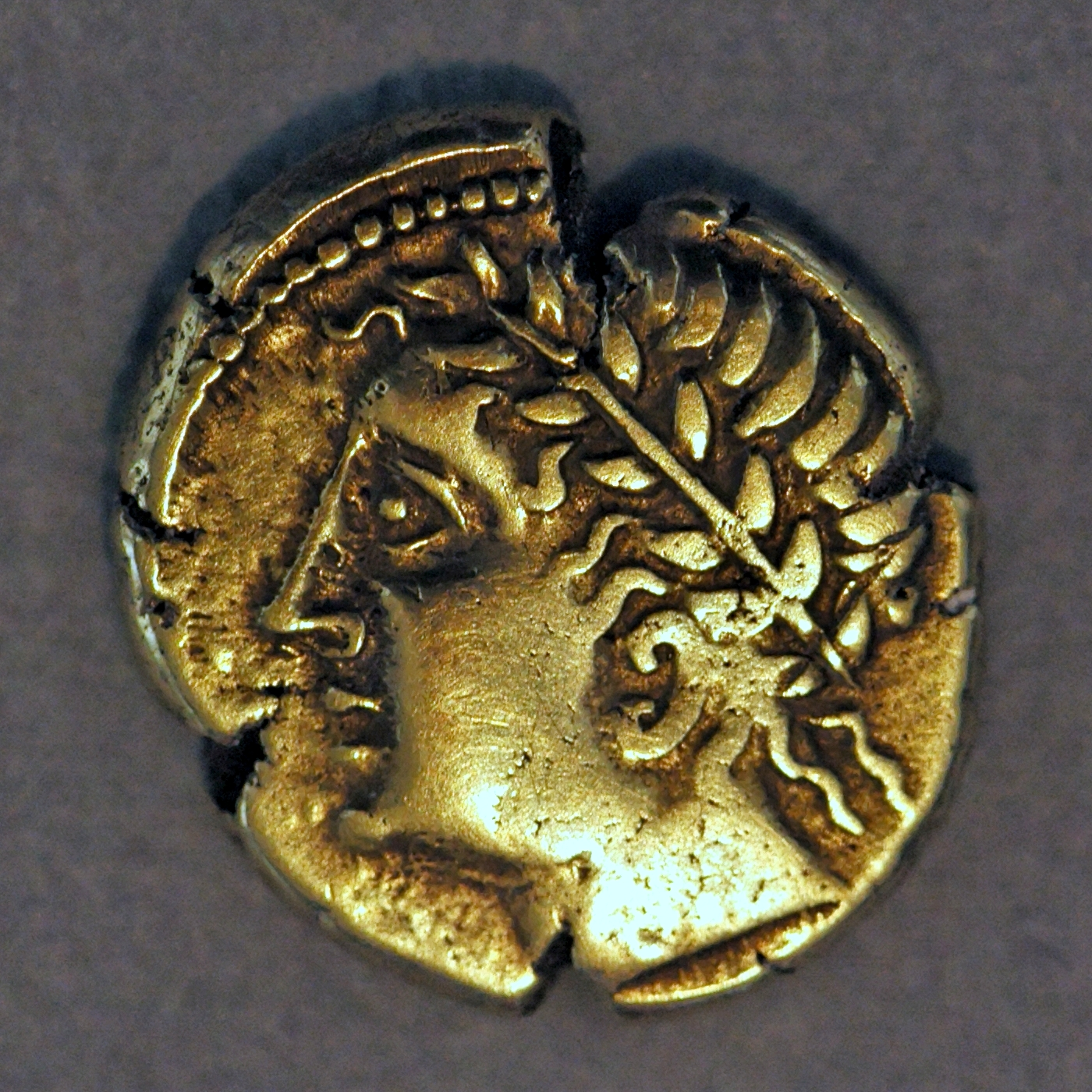
Vercingetorix († 46 v. Chr.)

### Vercl
- Verclas, Gustav (1853–1925), deutscher Schlossermeister, Unternehmer, Erfinder und Stifter
- Verclas, Till (* 1953), deutscher Kupferdrucker und Künstler

### Verco
- Vercors (1902–1991), französischer Schriftsteller und Karikaturist
- Vercoutre, Rémy (* 1980), französischer Fußballtorhüter
- Vercoutter, Jean (1911–2000), französischer Altorientalist

### Vercr
- Vercruysse, André (1895–1968), belgischer Radrennfahrer
- Vercruysse, Émile (1887–1922), französischer Turner
- Vercruysse, Jan (1948–2018), belgischer Bildhauer
- Vercruyssen, Sophie (* 1992), belgische Bobfahrerin